# Швидкий поїзд

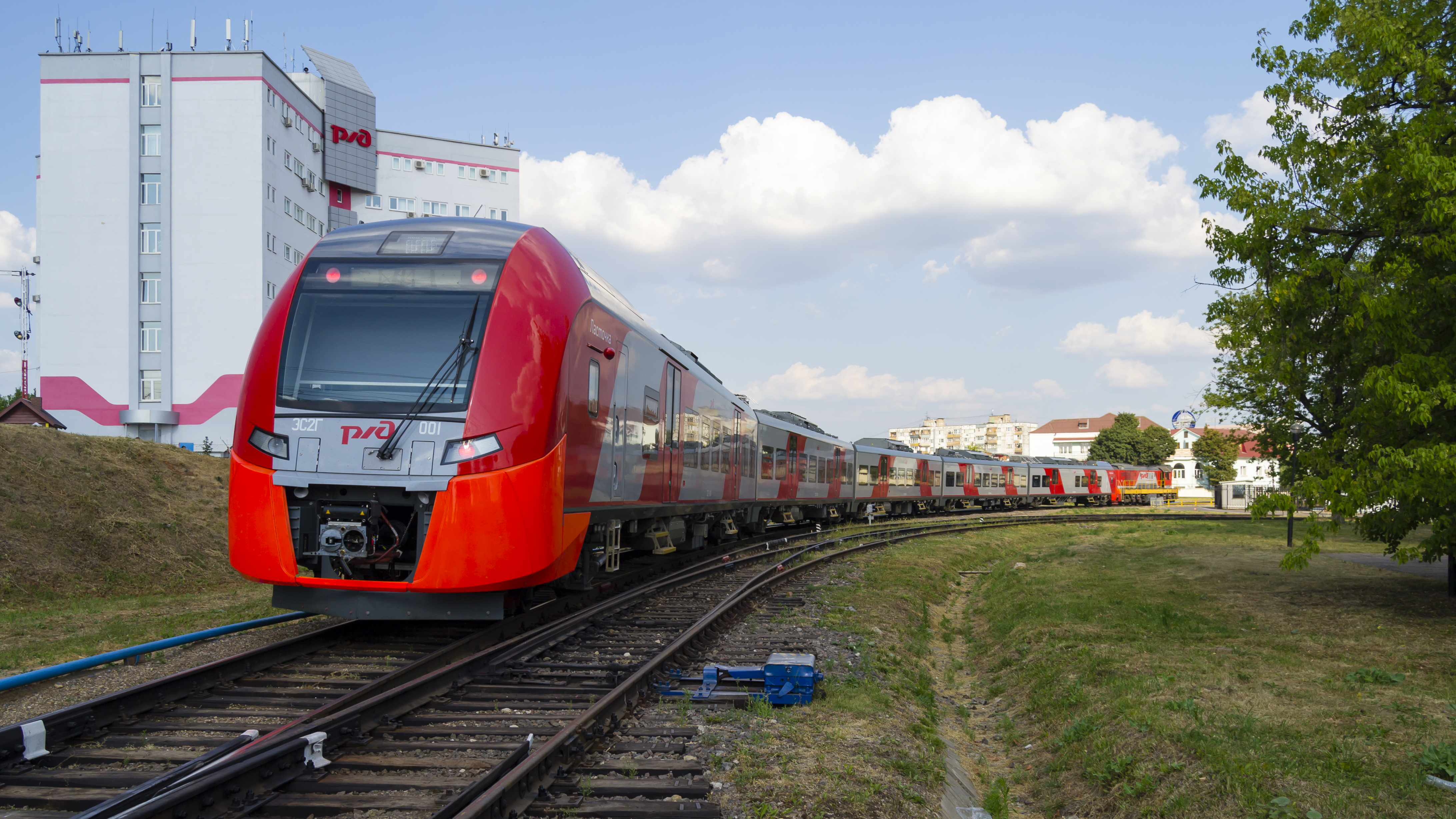
Швидкий поїзд «Ластівка» у Москві, Росія

Швидкий поїзд — різновид пасажирського поїзда, який прямує маршрутом з зупинками тільки на великих станціях. Швидкі поїзди існували ще в дев'ятнадцятому столітті, коли з'являлися нові різновиди паровозів.

## Опис
Швидкий поїзд, як правило, розвиває таку саму технічну швидкість, що й звичайний пасажирський поїзд, але його маршрутна швидкість руху вища. Вища маршрутна швидкість досягається за рахунок меншої кількості і тривалості зупинок, ніж у пасажирського поїзда. Крім того, іноді у швидкісного потяга в розклад закладено зменшений перегінний час ходу, тобто велика технічна швидкість.

## Тариф
Тариф на проїзд в швидкому й пасажирському поїздах розраховуються за різними позиціями прейскуранта. Тариф на проїзд у швидкому поїзді вищий, ніж в пасажирському, приблизно на 10-15 %. Швидкий поїзд зупиняється, як правило, тільки у великих містах, на вузлових станціях, станціях зміни локомотива та (або) локомотивних бригад.

## Комфортність
Конструктивно, а також за рівнем комфорту вагони швидкісного потяга не відрізняються від вагонів пасажирського.

## В Україні
Наразі в Україні пасажирів обслуговують понад 30 швидкісних поїздів.
У листопаді 2018 року створено перший спеціалізований приміський швидкісний залізничний експрес Kyiv Boryspil Express, який обслуговує виключно авіапасажирів міжнародного аеропорту «Бориспіль».